# Hexamethylbenzen
Hexamethylbenzen, hay còn gọi là melliten, là một hydrocarbon với công thức phân tử C12H18 và công thức cấu trúc ngưng tụ C6(CH3)6. Đây là một hợp chất thơm và là dẫn xuất của benzen trong đó 6 nguyên tử hydro trong benzen được thay bằng 6 nhóm methyl. Vào năm 1929, Kathleen Lonsdale đã công bố cấu trúc tinh thể của hexamethyl benzen trong đó thể hiện rằng vòng trung tâm có hình lục giác phẳng, từ đó chấm dứt  cuộc tranh luận đang diễn ra về các tính chất vật lý của hệ thống benzen. Đây là khám phá có ý nghĩa lịch sử trong lĩnh vực tinh thể học tia X và trong quá trình tìm hiểu tính thơm.
Hexamethylbenzen có thể được oxy hóa thành acid mellit, một hợp chất được tìm thấy trong tự nhiên dưới dạng muối nhôm trong khoáng vật hiếm mellit. Hexamethyl benzen còn có thể được dùng làm phối tử trong các hợp chất cơ kim. Một ví dụ là hợp chất cơ rutheni cho thấy mối liên quan giữa sự thay đổi cấu trúc phối tử và sự thay đổi trạng thái oxy hóa của kim loại trung tâm, mặc dù mối liên quan này không được tìm thấy trong các hợp chất cơ sắt tương tự.
Vào năm 2016, một bài báo trong Angewandte Chemie International Edition cho thấy cấu trúc tinh thể của dication (cation có điện tích 2+) hexamethylbenzen có dạng hình chóp, trong đó một nguyên tử carbon có một tương tác liên kết với sáu nguyên tử carbon khác. Cấu trúc này được cho là "chưa từng có tiền lệ", vì thông thường số hóa trị tối đa của carbon là 4. Bài báo này cũng đã thu hút sự chú ý của New Scientist, Chemical & Engineering News, và Science News. Cấu trúc không vi phạm quy tắc bát tử vì các liên kết carbon-carbon không phải là các liên kết hai electron, và vì vậy có giá trị trong giảng dạy để minh họa việc một nguyên tử carbon "có thể liên kết trực tiếp với hơn bốn nguyên tử khác". Steven Bachrach đã chứng minh rằng hexamethylbenzen là hợp chất siêu-phối trí nhưng không phải hợp chất siêu-hóa trị, và điều này cũng giải thích tính thơm của nó. Ý tưởng về mô tả liên kết hóa học trong các hợp chất như thế này từ góc nhìn của hóa học các hợp chất cơ kim đã được đề xuất vào năm 1975, ngay sau khi C
6(CH
3)2+
6 lần đầu được phát hiện.

## Danh pháp và đặc điểm
Danh pháp IUPAC đầy đủ của hợp chất này là là 1,2,3,4,5,6-hexamethylbenzen. Tuy nhiên, chỉ số vị trí không cần thiết vì tên gọi hexamethylbenzen tương ứng duy nhất với một chất và do đó cũng là tên IUPAC chính thức cho hợp chất này. Đây là một hợp chất thơm với sáu electron {\displaystyle \pi } (thỏa mãn quy tắc Hückel khi n = 1) bất định xứ trong một hệ vòng thơm; mỗi nguyên tử carbon của vòng ở trạng thái lai hóa sp2 và có dạng tam giác phẳng đều, trong khi mỗi carbon của nhóm methyl có dạng tứ diện với lai hóa sp3, phù hợp với mô tả cấu trúc thực nghiệm của nó. Khi kết tinh lại trong dung môi ethanol, hexamethyl benzen rắn có dạng tinh thể trực thoi hình kim hoặc lăng kính màu trắng hoặc không màu, có nhiệt độ nóng chảy là 165–166 °C, nhiệt độ sôi là 268 °C và khối lượng riêng là 1,0630 g cm−3. Hexamethyl benzen không tan trong nước, nhưng tan trong dung môi hữu cơ như benzen hay ethanol.
Hexamethylbenzen đôi khi được gọi là melliten, có nguồn gốc từ mellite, tên của một loại khoáng chất hiếm có màu mật ong (μέλι meli (GEN μέλιτος melitos) là từ Hy Lạp cho mật ong). Mellit bao gồm muối nhôm ở dạng ngậm nước của acid benzenhexacarboxylic (hay còn gọi là acid mellithic), với công thức Al
2[C
6(CO
2)
6]•16H
2O. Acid mellit có thể được điều chế từ khoáng chất này và sau đó tạo thành melliten thông qua sự khử. Ngược lại, mellitene có thể được oxy hóa để tạo thành acid mellit:

### Cấu trúc
Vào năm 1927, cấu trúc rắn của hexamethylbenzen đã được Kathleen Lonsdale xác định từ tinh thể do Christopher Kelk Ingold cung cấp. Phân tích nhiễu xạ tia X của cô đã được xuất bản trong tạp chí Nature và sau đó bài báo đã được mô tả là "đáng chú ý... vào thời điểm này". Lonsdale mô tả công trình này trong cuốn Crystals and X-Rays, trong đó bà giải thích rằng mặc dù ô đơn vị thuộc hệ ba nghiêng, nhưng bà nhận ra rằng dấu vết nhiễu xạ lại có tính đối xứng giả-lục giác; điều này cho phép thu hẹp số lượng các cấu trúc khả dĩ để từ đó, bằng phương pháp thử-và-sai để đưa ra mô hình chính xác nhất. Nghiên cứu này cho thấy hexamethyl benzen có cấu trúc phẳng và khoảng cách các liên kết carbon-carbon trong vòng benzen bằng nhau, cung cấp bằng chứng quan trọng để hiểu về tính thơm trong hóa học hữu cơ.

## Tổng hợp
Có thể điều chế hợp chất bằng cách phản ứng phenol với methanol ở nhiệt độ cao dưới sự xuất hiện của chất xúc tác rắn thích hợp như alumina. Cơ chế phản ứng của quá trình này đã được nghiên cứu kỹ lưỡng, và đã phát hiện được một số chất trung gian. Quá trình trimer hóa dimethylacetylene cũng cho ra hemethylbenzen khi có chất xúc tác phù hợp.
Vào năm 1880, Joseph Achille Le Bel và William H. Greene đã mô tả phản ứng tổng hợp hexamethylbenzen từ methanol cùng xúc tác kẽm chloride. Tại nhiệt độ nóng chảy của chất xúc tác (283 °C), phản ứng có năng lượng tự do Gibbs (ΔG) là -1090 kJ mol−1 và phản ứng có thể được viết dưới dạng phương trình như sau:
15 CH
3OH   →   C
6(CH
3)
6   +   3 CH
4   +   15 H
2O
Le Bel và Greene lập luận rằng quá trình này là sự hương phương hóa (aromatisation) bằng cách ngưng tụ các đơn vị metylen được tạo ra trong quá trình loại bỏ nước từ các phân tử methanol, theo sau là sự methyl hóa Friedel-Crafts hoàn toàn vòng benzen vừa tạo thành với chloromethan (được tạo thành ngay trong bình phản ứng). Sản phẩm chính của quá trình này là hỗn hợp các hydrocarbon bão hòa còn hexamethylbenzen là sản phẩm phụ. Hexamethylbenzen cũng là sản phẩm phụ trong tổng hợp alkyl hóa Friedel-Crafts của durene từ p-xylen.
Hexamethylbenzen thường được điều chế trong pha khí ở nhiệt độ cao hơn chất xúc tác rắn. Phương pháp điều chế hexamethylbenzen ban đầu là phản ứng của hỗn hợp aceton và hơi methanol trên bề mặt chất xúc tác alumina ở nhiệt độ 400 °C.. Kết hợp phenol với methanol trên bề mặt alumina trong môi trường carbon dioxide khí quyển khô ở 410-440 °C cũng tạo ra hexamethylbenzen, cùng với hỗn hợp các sản phẩm khác là anisol (methoxybenzen), các cresol (methylphenol) và các phenol bị methyl hóa khác. Quá trình tổng hợp được đăng trên tạp chí Organic Syntheses, trong đó sử dụng methanol và phenol với xúc tác alumina ở 530 °C, cho hiệu suất xấp xỉ 66%, mặc dù tổng hợp trong các điều kiện khác nhau cũng đã được ghi nhận.
Các cơ chế phản ứng qua trung gian bề mặt này đã được nghiên cứu nhằm gia tăng sự kiểm soát đối với kết quả của phản ứng, đặc biệt là trong việc tìm kiếm sự ortho-methyl hóa chọn lọc. Cả anisol và pentamethylbenzen đều được cho là các chất trung gian trong quá trình này. Valentin Koptyug và đồng nghiệp phát hiện ra rằng cả hai đồng phân hexamethylcyclohexadienon (2,3,4,4,5,6- và 2,3,4,5,6,6-) đều là các chất trung gian trong quá trình này, chuyển sang methyl để hình thành bộ khung 1,2,3,4,5,6-hexamethylbenzen carbon.

Sự trimer hóa but-2-yn (còn gọi là dimethylacetylene) có thể tạo thành hexamethylbenzen. Phản ứng này được xúc tác bởi triphenylchromi tri-tetrahydrofuranat hoặc bởi một phức chất của triisobutyl nhôm và titani(IV) chloride.

## Ứng dụng

### Trong tổng hợp
Có thể dùng Hexamethylbenzen làm phối tử trong các hợp chất cơ kim.

### Ứng dụng khác
Hexamethylbenzen không được ứng dụng rộng rãi hay trong công nghiệp và chỉ được dùng trong các lĩnh vực nghiên cứu hóa học.

## Phản ứng
Hexamethylbenzen tạo sản phẩm cộng với picryl chloride theo tỉ lệ 1:1, có thể là do sự xen phủ các orbital π của các vòng thơm.
Quá trình oxy hóa hexamethylbenzen bằng acid trifluoroperacetic hoặc dung dịch hydro peroxide tạo thành 2,3,4,5,6,6-hexamethyl-2,4-cyclohexadienon (theo báo cáo là một chất trung gian trong sự hình thành từ phenol):
Hexamethylbenzen cũng được sử dụng làm dung môi trong quang phổ 3He-NMR.
Cũng như với chính benzen, hệ thống thơm giàu electron trong hexamethylbenzen cho phép nó hoạt động như một phối tử trong hóa học cơ kim. Tính chất trao đổi điện tử của các nhóm methyl – cả hai đều có sáu trong số chúng riêng biệt và có sáu cặp meta trong số chúng - tăng cường cơ bản của vành đai trung tâm bằng sáu đến bảy bậc độ lớn so với benzen. Các ví dụ về phức hợp như vậy đã được biết đến trong một loạt các trung tâm kim loại, bao gồm cobalt, chromi, sắt, rheni, rhodi, rutheni, và titani. Các cation được biết của phức hợp cobalt và rhodi với hexamethylbenzen có dạng [M(C
6(CH
3)
6)
2]n+ (trong đó M = Co, Fe, Rh, Ru; n = 1, 2), trong đó trung tâm kim loại bị ràng buộc bởi các electron π của hai phân tử aren và có thể dễ dàng được tổng hợp từ các muối kim loại thích hợp bằng cách trao đổi ligand, ví dụ:
CoBr
2   +   2 AlBr
3   →   [Co(C
6(CH
3)
6)
2]2+
   +   2 AlBr−
4
Các phức hợp có thể trải qua phản ứng oxy hóa khử. Việc xử lý kim loại rhodi và cobalt được giảm một electron với một kim loại hoạt động thích hợp (nhôm cho hệ thống cobalt, kẽm cho rhodi) và phương trình mô tả các phản ứng trong hệ thống coban như sau:
3 [Co(C
6(CH
3)
6)
2]2+
   +   Al   →   3 [Co(C
6(CH
3)
6)
2]+
   +   Al3+

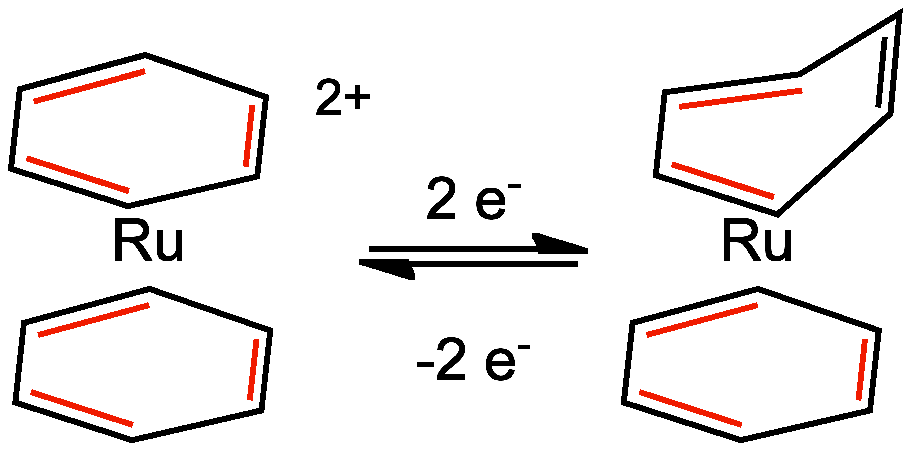
Cấu trúc của mạch [Ru(C_{6}(CH_{3})_{6})_{2}]^{n+} thay đổi khi số oxi hóa của kim loại tâm thay đổi.
Trái: n = 2, [Ru^{II}(ɳ^{6}-C_{6}(CH_{3})_{6})_{2}]^{2+}
Phải: n = 0, [Ru^{0}(ɳ^{4}-C_{6}(CH_{3})_{6})(ɳ^{6}-C_{6}(CH_{3})_{6})]
Các nhóm metyl được bỏ qua để làm rõ. Các cặp electron liên quan đến sự liên kết carbon-ruteni là màu đỏ.

Trong lĩnh vực hóa học cơ rutheni, sự chuyển đổi oxy hóa - khử của quá trình khử tương tự hai electron của dication và sản phẩm trung tính của nó xảy ra ở -1,02 V trong acetonitrile và đi kèm với sự thay đổi cấu trúc. Hapticity (xúc giác) của một trong các hợp chất hexamethylbenzen thay đổi với trạng thái oxy hóa của trung tâm rutheni, việc phân chia  [Ru(ɳ6-C6(CH3)6)2]2+ bị giới hạn thành [Ru(ɳ4-C6(CH3)6)(ɳ6-C6(CH3)6)], với sự thay đổi cấu trúc cho phép mỗi phức hợp tuân theo quy tắc 18-electron và tối đa hóa sự ổn định.
Phức hợp sắt (II) tương đương bị giảm đi một lần điện tử (ở -0,48 V ở ethanol trong nước), nhưng sự giảm electron hai lần (ở -1,46 V) là không thể đảo ngược, cho thấy sự thay đổi cấu trúc khác với Được tìm thấy trong hệ thống rutheni.

### Dication

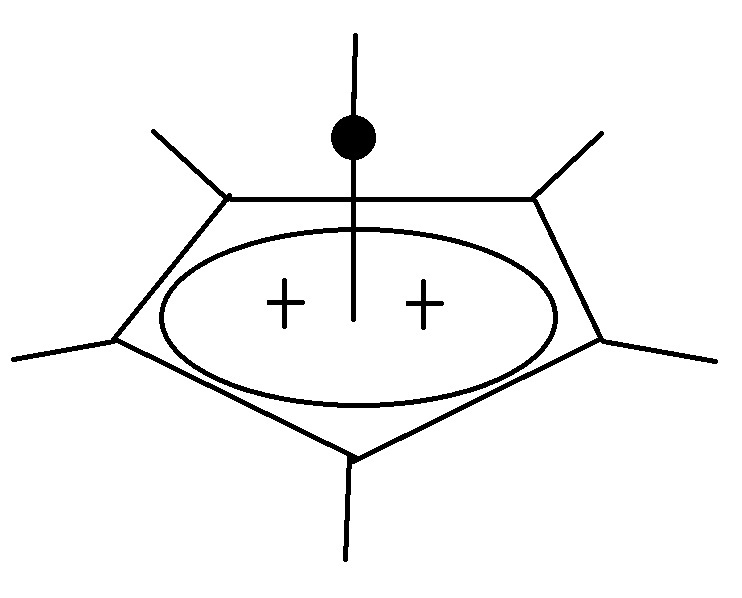
Carbocation hình chóp với thành phần C_{6}(CH_{3})_{6}^{2+}

Sự cô lập của một ion với công thức C
6(CH
3)
6H+
 được báo cáo lần đầu tiên trong các nghiên cứu về hexamethyl Dewar benzen trong thập niên 1960; một cấu trúc hình chóp được gợi ý dựa trên bằng chứng cộng hưởng từ hạt nhân và sau đó được củng cố bởi dữ liệu cấu trúc tinh thể mất trật tự. Vào đầu những năm 1970, công trình lý thuyết do Hepke Hogeveen dẫn đầu dự đoán sự tồn tại của một kim cương pyicidal dication C
6(CH
3)2+
6, và gợi ý này đã sớm được ủng hộ bằng các bằng chứng thực nghiệm. Nghiên cứu quang phổ đối với quá trình oxy hóa hai electron từ benzen ở nhiệt độ rất thấp (dưới 4 độ K) cho ra một dication hình lục giác mà sau đó nhanh chóng được sắp xếp lại thành một cấu trúc kim tự tháp:

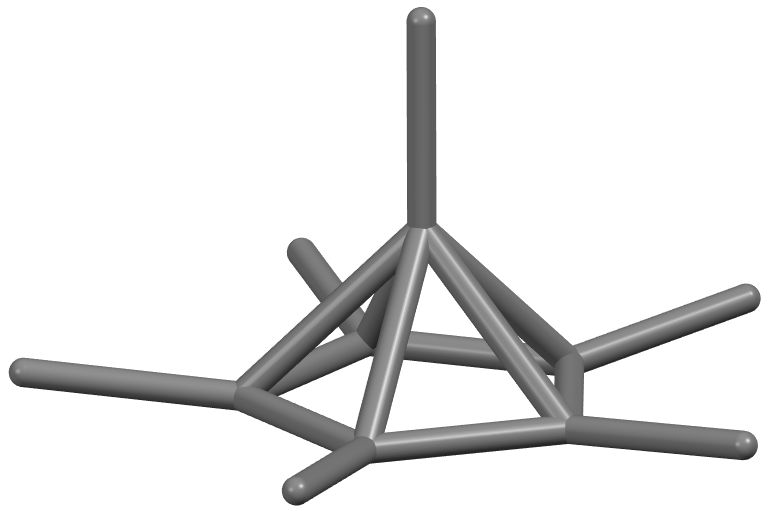
Biểu diễn ba chiều của C_{6}(CH_{3})_{6}^{2+} có một khung hình chóp ngũ giác đã được sắp xếp lại

Sự oxy hóa hai electron từ hexamethylbenzen sẽ cho ra cấu trúc gần giống với carbocation hình kim tự tháp, nhưng những nỗ lực để tổng hợp quy mô lớn bằng phương pháp này không thành công. Tuy nhiên, một sửa đổi của phương pháp tiếp cận Hogeveen đã được báo cáo vào năm 2016, cùng với việc xác định cấu trúc tinh thể [C
6(CH
3)
6][SbF
6]
2•HSO
3F chất lượng cao. Các kim tự tháp cao khoảng 1,18 Ångström, và mỗi nhóm metyl trên vòng cao hơn một chút so với mặt phẳng cơ sở, tạo ra cấu trúc gần giống hình tứ diện đảo ngược cho các carbon nằm ở đáy kim tự tháp. Phương pháp chuẩn bị bao gồm xử lí epoxit hexamethyl Dewar benzen với acid magic để thu hồi một anion oxide (O2−
) và tạo dication:
Mặc dù bằng chứng quang phổ gián tiếp và các tính toán trước đây đã chỉ ra sự tồn tại của chúng, việc phân lập và xác định cấu trúc của một hình thái có chứa carbon sáu phối trí chỉ liên kết với các nguyên tử carbon khác là điều chưa từng có tiền lệ. Điều này đã thu hút sự chú ý của Chemical & Engineering News, New Scientist, Science News, và ZME Science. Nguyên tử carbon ở đỉnh kim tự tháp được liên kết với sáu nguyên tử khác, một sự bố trí bất thường như hóa trị tối đa thông thường cho nguyên tố này là bốn. Phân tử này có tính thơm và tránh được octet carbon vì chỉ có tổng cộng 6 electron trong năm liên kết giữa gốc kim tự tháp và đỉnh của nó. Tức là, mỗi cạnh dọc của kim tự tháp chỉ là một liên kết một phần chứ không phải là một liên kết cộng hóa trị thông thường có thể có hai điện tử chia sẻ giữa hai nguyên tử. Mặc dù carbon hàng đầu tạo liên kết với sáu carbon khác, nhưng carbon này lại không sử dụng quá 8 electron.
Nhà hoá học tính toán Steven Bachrach đã thảo luận về việc kéo dài, lưu ý rằng các liên kết yếu hình thành các cạnh thẳng đứng của kim tự tháp, được thể hiện dưới dạng các đường nét đứt trong cấu trúc mà ông vẽ, có thứ tự liên kết Wiberg khoảng 0,54; Tiếp sau đó, tổng trật tự liên kết là 5 × 0,54 + 1 = 3,7 <4, và do đó các loài trên không phải là “siêu hóa trị” (hypervalent) nhưng nó lại là “siêu phối trí” (hypercoordinate). Sự khác nhau trong liên kết trong quá trình phân chia - vòng có tính chất thơm và các cạnh thẳng đứng là các liên kết một phần yếu - được phản ánh trong các biến thể của độ dài liên kết carbon-carbon: các liên kết vòng là 1.439–1.445 Å, các liên kết với các nhóm methyl là 1.479–1.489 Å, và các cạnh thẳng đứng là 1.694–1.715 Å. Bachrach đã hợp lý hóa tính thơm ba chiều của dication bằng cách coi hợp chất bao gồm một vòng C
5(CH
3)+
5 là tác nhân cho 4 electron và một mảnh CCH+
3 trên đỉnh là tác nhân cho 2 electron, từ đó có tổng cộng 6 electron trong lồng thơm, phù hợp với quy tắc của Hückel khi n = 1. Từ góc nhìn hóa học cơ kim, loài này có thể được xem là [(η5
–C
5(CH
3)
5)C(CH
3)]
. Điều này đáp ứng quy tắc octet bằng cách ràng buộc một trung tâm carbon hóa trị 4 (C4+ ) với anion η5-pentamethylcyclopentadienyl thơm (tác nhân cho 6 electron) và anion methyl (chất cho 2 electron), tương tự như cách monomer cơ kẽm pha khí [(η5
–C
5(CH
3)
5)Zn(CH
3)], có cùng phối tử gắn vào một tâm kẽm hóa trị 2 (Zn2+) thỏa mãn quy luật 18 electron trên kim loại.
Nhà hóa học Dean Tantillo từ Đại học California, Davis, nhận xét với Science News rằng "điều cực kỳ quan trọng là mọi người nhận ra rằng mặc dù chúng ta được dạy rằng carbon chỉ có bốn người bạn, carbon có thể được liên kết với hơn bốn nguyên tử" Và thêm rằng "carbon không phải là tạo ra sáu liên kết theo nghĩa mà chúng ta thường nghĩ đến một liên kết carbon-carbon như một liên kết hai electron." Moritz Malischewski, người thực hiện công việc với Konrad Seppelt, bình luận về Động lực để thực hiện công việc, nói: "Đó là tất cả về thách thức và khả năng các nhà khoa học kinh ngạc về những gì có thể có được"